# Vodárna
Vodárna je vodohospodářské zařízení zajišťující dodávku upravené vody pro potřeby obyvatelstva, zemědělství a průmyslová odvětví.

## Součásti vodárny
1. vodojem

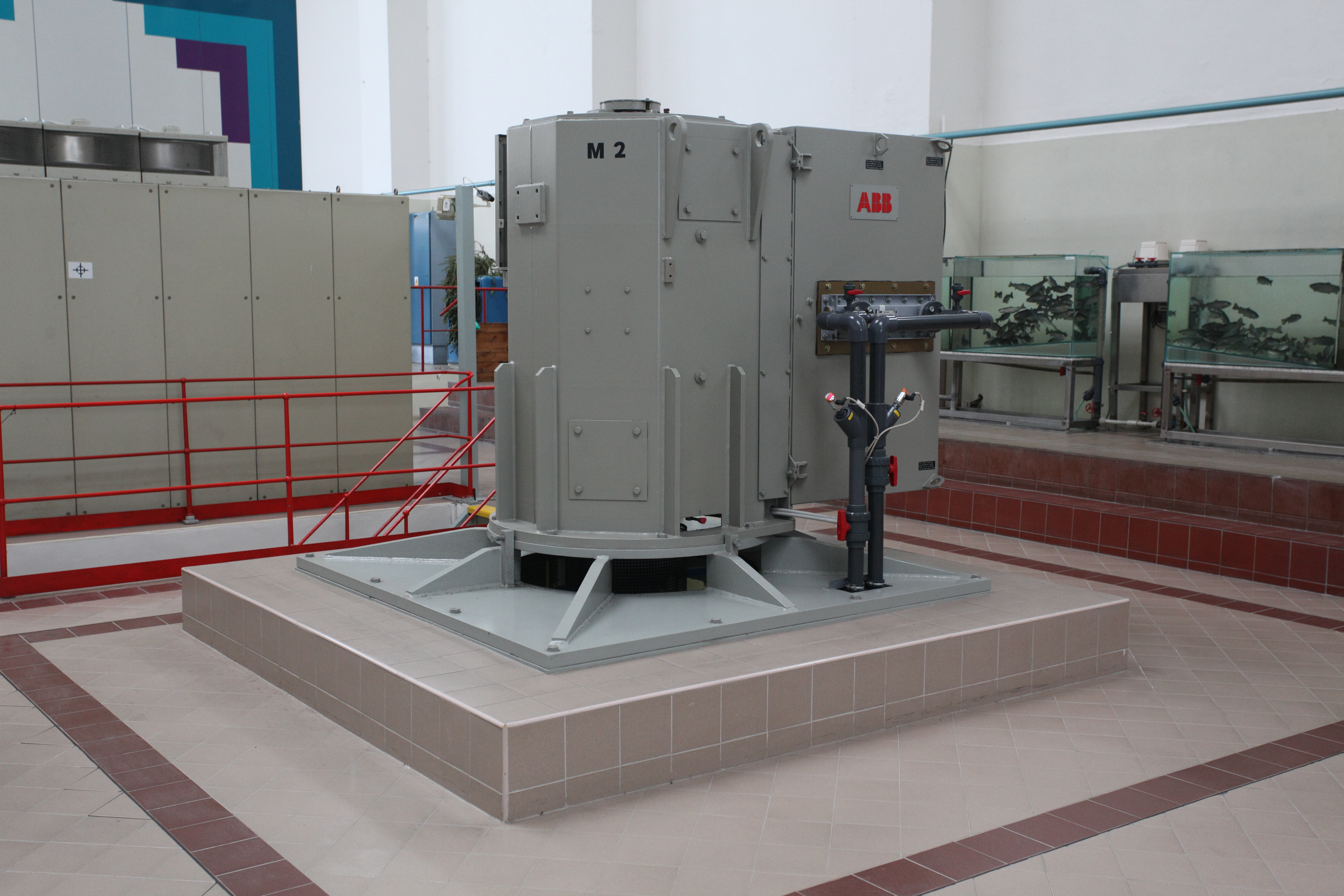
Elektrické výtlačné čerpadlo v úpravně vody Káraný; v pozadí akvária se pstruhem americkým duhovým (Oncorhynchus mykiss), indikátorem akutního znečištění vody

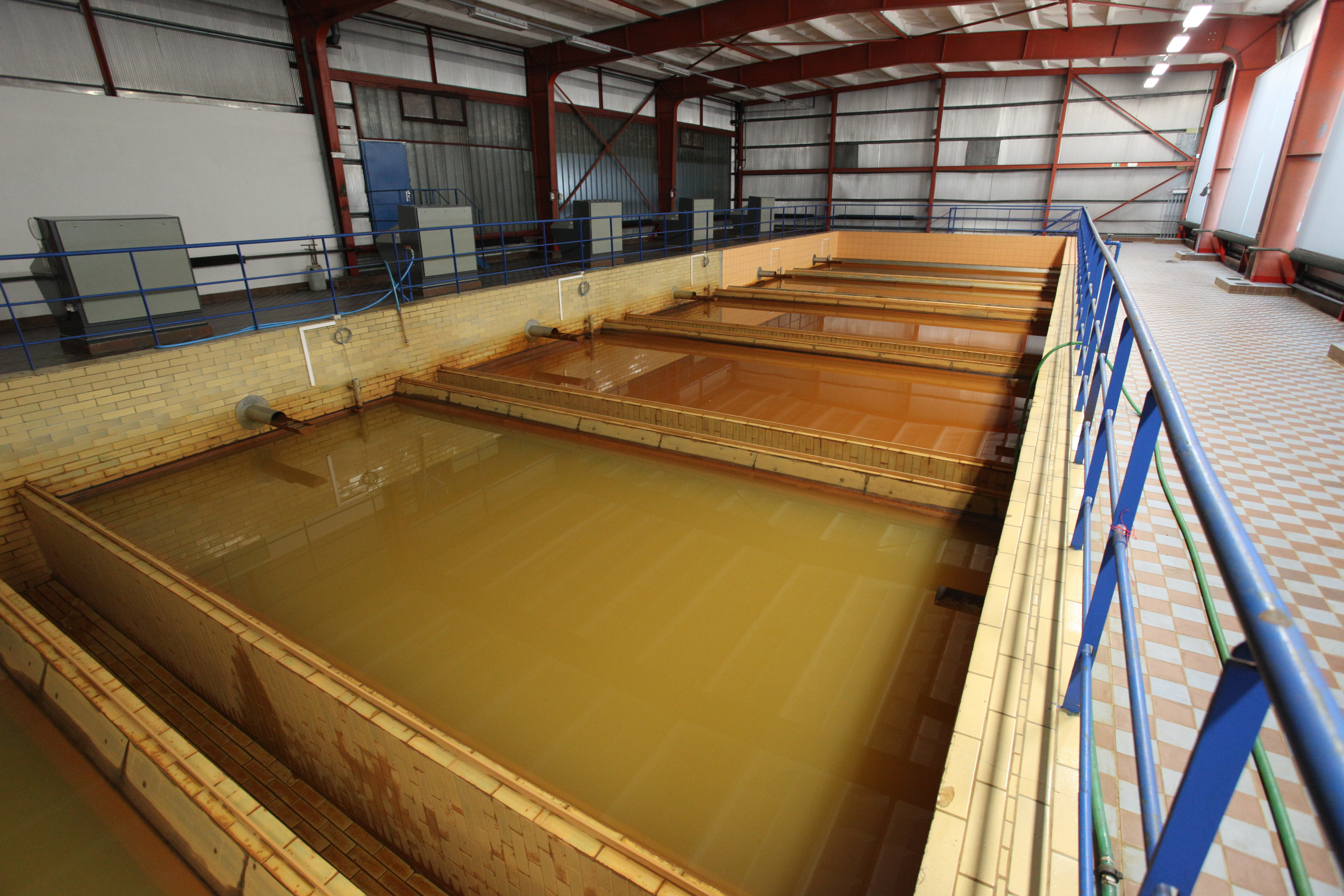
Pískové rychlofiltry odželezovny artéské vody v úpravně vod Káraný

2. strojovna s čerpadly určenými k dopravě vody
3. přivaděče od jímacích zařízení
4. úpravna vod – nejčastější druhy úprav podzemních vod spočívají v následujících procesech:
  - filtrační jednotky, pro odstranění mechanických nečistot pomocí multivrstvého pískového filtru
  - odstranění kyselosti pomocí polovypáleného dolomitu nebo oxidu vápenatého
  - odželeznění a odmanganování
  - odstranění mikrobiologického znečištění
  - odstranění amonných iontů
  - změkčení (pro velké spotřebitele výjimečně)
  - remineralizace a stvrzování
  - odstranění radonu a radia 226
  - odstranění dusičnanů – použít lze dvou zásadních postupů:
    - iontová výměna – dusičnany jsou vyměňovány za hygienicky méně významné chloridy
    - reverzní osmóza – separace dusičnanů rozpuštěných ve vodě semipermeabilní membránou [1]
5. dosycení vod ionty Ca a Mg ve filtračně-koagulační jednotce
6. výstupní kontrolní bioindikátor, kterým bývá vodní organismus reagující na znečištění vody, často to jsou ryby citlivé na změnu kvality vody.
7. desinfekce vody bývá prováděna některým z oxidačních činidel
8. měření množství distribuované vody
9. dispečink – řízení distribuce vody do vodovodní sítě